# Свиткова, Катержина
Катержина Свиткова (чеш. Kateřina Svitková; род. 20 марта 1996[…], Пльзень) — чешская футболистка, полузащитник пражской «Славии» и национальной сборной Чехии.

### Ранние годы
Свиткова родилась в Пльзене и играла за юношескую команду «Виктории» вместе с мальчиками.

## Клубная карьера

### «Славия»
Свиткова вместе с Кирстен ван де Вен была лучшим ассистентом Лиги чемпионов сезона 2015/2016, где «Славия» дошла до четвертьфинала. Свиткова была признана футболисткой года в Чехии в 2015, 2018, 2019 и 2020 годах. В сезонах 2016/2017 и 2017/2018 она была лучшим бомбардиром Первой чешской лиги.
В сезоне 2018/19 она забила гол в ворота мюнхенской «Баварии» (1:1) в четвертьфинале Лиги чемпионов, который УЕФА номинировала на лучший гол сезона.
Всего за столичный клуб Свиткова сыграла 177 матчей и забила 188 голов. Четырежды выигрывала национальный чемпионат и однажды национальный кубок.

### «Вест Хэм Юнайтед»
16 июля 2020 года подписала контракт с клубом «Вест Хэм Юнайтед» и стала первым чешским профессиональным игроком в Англии.

### «Челси»
5 июля 2022 года присоединилась к «Челси».

### Аренда в «Славию»
5 февраля 2024 года была отдана в аренду до конца сезона в пражскую «Славию».

## Карьера за сборную
В 2009–2015 годах выступала в молодёжных сборных Чехии, в составе которых провела в общей сложности 34 матча и забила 21 гол.
Свиткова дебютировала за национальную сборную Чехии 13 февраля 2014 года в проигрышном квалификационном матче на чемпионат мира 2015 против сборной Италии (1:6), и с 5 голами стала лидером по результативности в сборной в этих квалификационных матчах.
В 2012 году она сыграла два матча за женскую сборную Чехии по мини-футболу.

## Достижения

### «Славия»
- Чемпионка Чехии: 2014/2015, 2015/2016, 2016/2017, 2019/2020
- Обладательница Кубка Чехии: 2015/16

### «Челси»
- Чемпионка Англии: 2022/23
- Обладательница Кубка Англии: 2022/23